# Bucculatrix leucanthemella
Bucculatrix leucanthemella är en fjärilsart som beskrevs av Alexandre Constant 1895. Bucculatrix leucanthemella ingår i släktet Bucculatrix och familjen kronmalar. Inga underarter finns listade i Catalogue of Life.